# Deutscher Rugby-Sportverband der DDR
Der Deutsche Rugby-Sportverband (DRSV) war der Rugbyverband der DDR. Er war Mitglied des Deutschen Turn- und Sportbundes (DTSV), organisierte den Vereinssport in der DDR, trug DDR-Meisterschaften aus und organisierte Länderspiele der Rugby-Union-Nationalmannschaft der DDR.

## Geschichte
Im Jahr 1950 wurde der Fachausschuss Rugby im Deutschen Fußball-Verband, dem Fußballverband der DDR gegründet. Dieser Fachausschuss organisierte seit 1951 Länderspiele und veranstaltete seit 1951/52 eine jährliche Oberliga, in der die Meisterschaft der DDR ausgespielt wurde. Am 20. April 1958 erfolgte in Ostberlin die Gründung des Deutschen Rugby-Sportverbandes. Dieser war unter anderem Mitglied der FIRA, des europäischen Rugbyverbandes. 1971 waren 800, 1984 1080 und 1988 1213 Sportler im DRSV aktiv. Diese wurden 1988 von 103 Übungsleitern betreut. Hochburgen des Rugbysports in der DDR waren im heutigen Brandenburg vor allem um die Kleinstadt Hennigsdorf und in Sachsen Leipzig. Präsidenten des DRSV waren Heinz Hofmann (1958–1961 und 1965–1968), Walter Herz (1961–1965), Gerhard Glienke (1968–1972), Gert Scharn (1972–1990) und Dieter Schmidt (1990). Der Deutsche Rugby-Sportverband löste sich zum 7. Dezember 1990 auf und die zu dieser Zeit existierenden 17 Vereine traten dem Deutschen Rugby-Verband bei.

## Nationalmannschaft
Das erste Länderspiel der DDR-Auswahl fand 1951 noch vor Gründung des DRSV in Bukarest gegen Rumänien statt. Die Mannschaft verlor 26:64. In den weiteren Jahren spielte die DDR vor allem gegen Mannschaften Rumäniens, Polens, der Tschechoslowakei und Bulgariens. Spiele gegen westliche Mannschaften waren die Ausnahme. Letztes Länderspiel der Nationalmannschaft war eine 9:17-Niederlage am 15. September 1990 gegen die Mannschaft Luxemburgs in Luxemburg.

## Meisterschaft
Die Meisterschaft der DDR wurde ab 1951 in der Oberliga ausgespielt. Rekord- und Serienmeister war die BSG Stahl Hennigsdorf, die bis 1990 insgesamt 27 mal die Goldmedaille gewann. Daneben waren vor allem Teams aus Leipzig, fünfmal die Mannschaft der HSG DHfK Leipzig und viermal die BSG Lokomotive Wahren-Leipzig, erfolgreich. Weitere in der Oberliga etablierte Mannschaften kamen aus Berlin (beispielsweise BSG Post Berlin und ASK Vorwärts Berlin), Brandenburg an der Havel (BSG Stahl Brandenburg), Potsdam (SG Dynamo Potsdam), Velten (BSG Empor Velten), Birkenwerder (BSG Grün-Weiß Birkenwerder), Leegebruch (BSG Stahl Leegebruch), Oranienburg (BSG Lokomotive Oranienburg) und anderen Orten.
|                                 | 1961: HSG DHfK Leipzig (5)       | 1971: BSG Stahl Hennigsdorf (13)        | 1981: BSG Stahl Hennigsdorf (18) |
| 1952: BSG Stahl Hennigsdorf (1) | 1962: BSG Stahl Hennigsdorf (4)  | 1972: BSG Stahl Leegebruch (1)          | 1982: BSG Stahl Hennigsdorf (19) |
| 1953: BSG Stahl Hennigsdorf (2) | 1963: BSG Stahl Hennigsdorf (5)  | 1973: BSG Stahl Hennigsdorf (14)        | 1983: BSG Stahl Hennigsdorf (20) |
| 1954: HSG DHfK Leipzig (1)      | 1964: BSG Stahl Hennigsdorf (6)  | 1974: BSG Stahl Hennigsdorf (15)        | 1984: BSG Stahl Hennigsdorf (21) |
| 1955: HSG DHfK Leipzig (2)      | 1965: BSG Stahl Hennigsdorf (7)  | 1975: BSG Stahl Hennigsdorf (16)        | 1985: BSG Stahl Hennigsdorf (22) |
| 1956: ASK Vorwärts Berlin (1)   | 1966: BSG Stahl Hennigsdorf (8)  | 1976: BSG Stahl Hennigsdorf (17)        | 1986: BSG Stahl Hennigsdorf (23) |
| 1957: HSG DHfK Leipzig (3)      | 1967: BSG Stahl Hennigsdorf (9)  | 1977: BSG Lokomotive Wahren Leipzig (1) | 1987: BSG Stahl Hennigsdorf (24) |
| 1958: ASK Vorwärts Berlin (2)   | 1968: BSG Stahl Hennigsdorf (10) | 1978: BSG Lokomotive Wahren Leipzig (2) | 1988: BSG Stahl Hennigsdorf (25) |
| 1959: HSG DHfK Leipzig (4)      | 1969: BSG Stahl Hennigsdorf (11) | 1979: BSG Lokomotive Wahren Leipzig (3) | 1989: BSG Stahl Hennigsdorf (26) |
| 1960: BSG Stahl Hennigsdorf (3) | 1970: BSG Stahl Hennigsdorf (12) | 1980: BSG Lokomotive Wahren Leipzig (4) | 1990: BSG Stahl Hennigsdorf (27) |

- BSG Stahl Hennigsdorf 27 Meisterschaften
- HSG DHfK Leipzig 5 Meisterschaften
- BSG Lokomotive Wahren Leipzig 4 Meisterschaften
- ASK Vorwärts Berlin 2 Meisterschaften
- BSG Stahl Leegebruch 1 Meisterschaft

## Pokal des DRSV
Ab 1953 wurde der Pokal des DRSV ausgespielt. Mit großem Abstand Rekordsieger wurde auch in diesem Wettbewerb die BSG Stahl Hennigsdorf mit mindestens 13 Erfolgen. Neben Hennigsdorf gewann die HSG DHfK Leipzig den Pokal mindestens zweimal (1954 und 1955) und die SG Dynamo Potsdam (1975) und die  BSG Lokomotive Leipzig-Wahren (1980) einmal.
|                             | 1961:                       | 1971:                               | 1981: BSG Stahl Hennigsdorf |
| 1952:                       | 1962:                       | 1972:                               | 1982: BSG Stahl Hennigsdorf |
| 1953: BSG Stahl Hennigsdorf | 1963:                       | 1973:                               | 1983: BSG Stahl Hennigsdorf |
| 1954: HSG DHfK Leipzig      | 1964:                       | 1974:                               | 1984: BSG Stahl Hennigsdorf |
| 1955: HSG DHfK Leipzig      | 1965: BSG Stahl Hennigsdorf | 1975: SG Dynamo Potsdam             | 1985: BSG Stahl Hennigsdorf |
| 1956:                       | 1966:                       | 1976:                               | 1986: BSG Stahl Hennigsdorf |
| 1957:                       | 1967:                       | 1977:                               | 1987: BSG Stahl Hennigsdorf |
| 1958:                       | 1968:                       | 1978: BSG Stahl Hennigsdorf         | 1988: BSG Stahl Hennigsdorf |
| 1959:                       | 1969:                       | 1979: BSG Stahl Hennigsdorf         | 1989:                       |
| 1960:                       | 1970:                       | 1980: BSG Lokomotive Wahren Leipzig | 1990: BSG Stahl Hennigsdorf |

- BSG Stahl Hennigsdorf mindestens 13 Pokalsiege
- HSG DHfK Leipzig mindestens 2 Pokalsiege
- SG Dynamo Potsdam mindestens 1 Pokalsieg
- BSG Lokomotive Wahren Leipzig mindestens 1 Pokalsieg